# Klaus Just
Klaus Just (ur. 29 marca 1964 w Nürtingen) – niemiecki lekkoatleta specjalizujący się w długich biegach sprinterskich. W czasie swojej kariery reprezentował również Republikę Federalną Niemiec.

## Sukcesy sportowe
- brązowy medalista mistrzostw RFN w biegu na 400 metrów – 1987[1]
- pięciokrotny medalista halowych mistrzostw RFN w biegu na 400 metrów – złoty (1985, 1986), srebrny (1989, 1990), brązowy (1984)[2]

| Rok  | Miasto    | Zawody                      | Konkurencja                      | Wynik                       |
| ---- | --------- | --------------------------- | -------------------------------- | --------------------------- |
| 1983 | Schwechat | mistrzostwa Europy juniorów | bieg na 400 m sztafeta 4 × 400 m | brązowy medal srebrny medal |
| 1985 | Pireus    | halowe mistrzostwa Europy   | bieg na 400 m                    | srebrny medal               |
| 1986 | Stuttgart | mistrzostwa Europy          | sztafeta 4 × 400 m               | srebrny medal               |
| 1989 | Haga      | halowe mistrzostwa Europy   | bieg na 400 m                    | brązowy medal               |
| 1990 | Split     | mistrzostwa Europy          | sztafeta 4 × 400 m               | srebrny medal               |
| 1991 | Tokio     | mistrzostwa świata          | sztafeta 4 × 400 m               | 6. miejsce                  |

## Rekordy życiowe
- bieg na 300 metrów (hala) – 33,38 – Karlsruhe 31/01/1986
- bieg na 400 metrów – 45,52 – Stuttgart 03/08/1985
- bieg na 400 metrów (hala) – 45,90 – Pireus 03/03/1985